# Overground
Overgroundはドイツのバンドであり、「One for da money」なとで有名である。
元のグループは、歌手のAkay Kayed、Ken Miyao、Marq Porciuncula、MeikoReißmannで構成されていた。両方の性別のポップグループが互いに競い合ったProSiebenタレントショーPopstars-DasDuell （2003）を通じて結成したOvergroundは、パブリック投票でガールバンドのPreludersに勝利。彼らのデビューシングル「 Schickmir'nen Engel 」はオーストリア、ドイツ、スイスでナンバーワンのヒットとなり、親アルバムIt's Done（2003）はドイツとスイスでトップの座を獲得し、最終的にBundesverband Musikindustrie （ BVMI）に輝く。

## 音楽作品

### スタジオアルバム
- It's Done
- 2. OG

## 賞

### 2003年
- ブラボーオットー（ゴールド）-「ベストニューカマーバンド」

### 2004年
- ブラボーオットー（シルバー）-「ベストバンドナショナル」